# Этуаль Филант (футбольный клуб, Уагадугу)
«Этуаль Филант» (фр. Étoile Filante de Ouagadougou) — буркинийский футбольный клуб из столицы страны Уагадугу. Выступает в Премьер-лига Буркина-Фасо, сильнейшем дивизионе страны. Клуб основан в 1955 году, домашние матчи проводит на арене «Стад дю 4-аут», вмещающей 35 000 зрителей.
«Этуаль Филант» является самым титулованным клубом Буркина-Фасо, он 12 раз побеждал в чемпионате страны и 21 раз завоёвывал национальный кубок. Десять раз клуб принимал участие в Африканском Кубке (Лиге) чемпионов, и каждый раз выбывал в первом раунде турнира. Лучший результат клуба в прочих афрокубках, это выход в 1/4 финала Кубка КАФ в 1999 году.

## Достижения
- Чемпион Буркина-Фасо (13): 1965, 1985, 1986, 1988, 1990, 1991, 1992, 1993, 1994, 2001, 2008, 2014.
- Обладатель Кубка Буркина-Фасо (21): 1963, 1964, 1965, 1968, 1970, 1972, 1975, 1976, 1985, 1988, 1990, 1992, 1993, 1996, 1999, 2000, 2001, 2003, 2006, 2008, 2011.
- Обладатель Суперкубка Буркина-Фасо (5): 1994, 1996, 1999, 2003, 2006.

## Участие в афрокубках
- Лига чемпионов КАФ: 2 раза

2002 — Первый раунд
2009 — Первый раунд
- Африканский Кубок чемпионов: 8 раз

1966 — Первый раунд
1986 — Первый раунд
1989 — Первый раунд
1991 — Первый раунд
1992 — Первый раунд
1993 — Первый раунд
1994 — Первый раунд
1995 — Первый раунд
- Кубок обладателей кубков КАФ: 2 раза

1997 — Первый раунд
2000 — Первый раунд
- Кубок Конфедерации КАФ: 3 раза

2004 — Первый раунд
2007 — Второй раунд
2012 — Первый раунд
- Кубок КАФ: 3 раза

1996 — Первый раунд
1999 — 1/4 финала
2003 — Первый раунд